# Discografia de Banda Beijo
A discografia de Banda Beijo, uma banda de axé music brasileira, compreende em quatorze álbuns de estúdio e sete álbuns ao vivo em uma carreira iniciada em 1988. Ao longo desses anos a Banda Beijo passou por 4 formações vocais. Inicialmente teve como vocalista o cantor Netinho de 1988 até o ano 1992, período que ajudou a transformar as bandas de axé music em fenômeno nacional. Após a saída do cantor para seguir carreira solo, a banda passou por um longo período sem funcionar. Em 1997 Netinho resolve trazer de volta o grupo, porém com outro vocalista, sendo revelado para o país a cantora Gilmelândia, conhecida também como Gil. Com a segunda formação dez anos depois do início, a Banda Beijo retornou ao estrelato com sucessos como "Bate Lata" e "Peraê". Em 2002 a cantora também deixa o grupo para seguir carreira solo, influênciada por outras artistas que tomaram a mesma decisão como Ivete Sangalo e Carla Visi. Depois de outro longo período de recessão a banda retorna em 2009 com Levi Alvim como vocalista, ficando até 2012, quando assumiu Ninah Bartilotti por apenas seis meses.
A banda tem canções de como "Beijo na Boca", "O Arrastão" e "Peraê", "Bate Lata" músicas AFROBEAT. Musicas com estilos afro e brasileiras estilizadas, vendendo em torno de 5 milhões de cópias em toda carreira.

## Álbuns

### Álbuns de estúdio
| Álbum                | Detalhes                                                                               | Vendas      | Certificações |
| -------------------- | -------------------------------------------------------------------------------------- | ----------- | ------------- |
| Prove Beijo          | - Lançamento: 18 de setembro de 1988 - Formatos: CD, LP, cassete - Gravadora: PolyGram |             |               |
| Sem Repressão        | - Lançamento: 18 de maio de 1989 - Formatos: CD, LP, cassete - Gravadora: PolyGram     |             |               |
| Eu Quero Beijo       | - Lançamento: 29 de julho de 1990 - Formatos: CD, LP, cassete - Gravadora: RCA         |             |               |
| Badameiro            | - Lançamento: 3 de junho de 1991 - Formatos: CD, LP, cassete - Gravadora: PolyGram     |             |               |
| Axé Music: Aconteceu | - Lançamento: 1 de maio de 1992 - Formatos: CD, LP, cassete - Gravadora: PolyGram      | - : 100.000 | - PMB: Ouro   |
| Meu Nome é Gil       | - Lançamento: 3 de junho de 1999 - Formatos: CD - Gravadora: Universal                 |             |               |
| Apaixonada           | - Lançamento: 12 de dezembro de 2000 - Formatos: CD - Gravadora: Universal             |             |               |

### Álbuns ao vivo
| Álbum                 | Detalhes                                                                | Vendas      | Certificações |
| --------------------- | ----------------------------------------------------------------------- | ----------- | ------------- |
| Banda Beijo - Ao Vivo | - Lançamento: 13 de abril de 1998 - Formatos: CD - Gravadora: Universal | - : 350.000 | - PMB: Ouro   |

### Coletâneas
| Álbum          | Detalhes                                                                                 |
| -------------- | ---------------------------------------------------------------------------------------- |
| Minha História | - Lançamento: 1 de maio de 1997 - Formatos: CD - Gravadora: PolyGram                     |
| Sem Limite     | - Lançamento: 30 de janeiro de 2001 - Formatos: CD - Gravadora: Universal                |
| Millennium     | - Lançamento: 18 de setembro de 2002 - Formatos: CD - Gravadora: Universal               |
| Axé Bahia      | - Lançamento: 22 de maio de 2006 - Formatos: CD, download digital - Gravadora: Universal |

## Singles
| "Beijo na Boca"                                                                         | 1988 | Prove Beijo                   |
| "Vem Me Dar um Beijo"                                                                   | 1989 | Sem Repressão                 |
| "Gosto do Mar"                                                                          | 1989 | Sem Repressão                 |
| "Salvador pra Você"                                                                     | 1990 | Sem Repressão                 |
| "Eu Quero Beijo"                                                                        | 1990 | Eu Quero Beijo                |
| "Golfo Pérsico"                                                                         | 1990 | Eu Quero Beijo                |
| "Me Dê Amor"                                                                            | 1991 | Badameiro                     |
| "Divino Destino"                                                                        | 1991 | Badameiro                     |
| "A Vida é Festa"                                                                        | 1992 | Axé Music: Aconteceu          |
| "Estrela Primeira"                                                                      | 1992 | Axé Music: Aconteceu          |
| "Barracos"                                                                              | 1992 | Axé Music: Aconteceu          |
| "Peraê"                                                                                 | 1998 | Banda Beijo - Ao Vivo         |
| "O Arrastão (Arrasta, Arrasta)"                                                         | 1998 | Banda Beijo - Ao Vivo         |
| "Não Repare, Não"                                                                       | 1999 | Banda Beijo - Ao Vivo         |
| "Venha"                                                                                 | 1999 | Meu Nome é Gil                |
| "Fofoca"                                                                                | 1999 | Meu Nome é Gil                |
| "Bate Lata"                                                                             | 2000 | Apaixonada                    |
| "Apaixonada"                                                                            | 2000 | Apaixonada                    |
| "Senha"                                                                                 | 2009 | Não adicionado à nenhum álbum |
| "Louca"                                                                                 | 2012 | Não adicionado à nenhum álbum |
| "—" denota singles que não entraram nas paradas musicais ou não foram lançados no país. |      |                               |